# Appel nominal
Pour les articles homonymes, voir Appel.
L'appel nominal est une procédure de vote qui consiste à appeler tour à tour chacun des membres d'une assemblée à exprimer son vote publiquement. Celui-ci est alors consigné dans le registre des délibérations et il est ensuite possible de publier le vote de chacun des participants au scrutin.

Sa mise en place la plus célèbre date de décembre 1792 par la Convention pour procéder aux votes concernant la peine à appliquer à Louis XVI lors de son procès.
Les députés sont appelés à venir chacun leur tour à la tribune donner leur avis sur la sentence à appliquer à la fin du procès de Louis XVI. 
On pense que cette procédure avait pour but d'encourager des votes sévères (demandant la mort de Louis XVI) par crainte de représailles pour « timidité » dans la demande de sanction.
Il y a eu cinq appels nominaux :
- Le 14 janvier 1793 sur la culpabilité de Louis XVI.
- Le 15 janvier 1793 sur la question de savoir si la sentence fera l'objet d'une procédure d'appel au peuple.
- Le 16 janvier 1793 sur la peine a infliger à Louis XVI.
- le 18 janvier 1793 pour mésentente entre députés (en particulier de la droite) sur le décompte des voix et la nature de la peine à appliquer (26 députés s'étant prononcés pour l'amendement Mailhe).
- le 19 janvier 1793 sur le sursis.